# Šíje (krk)

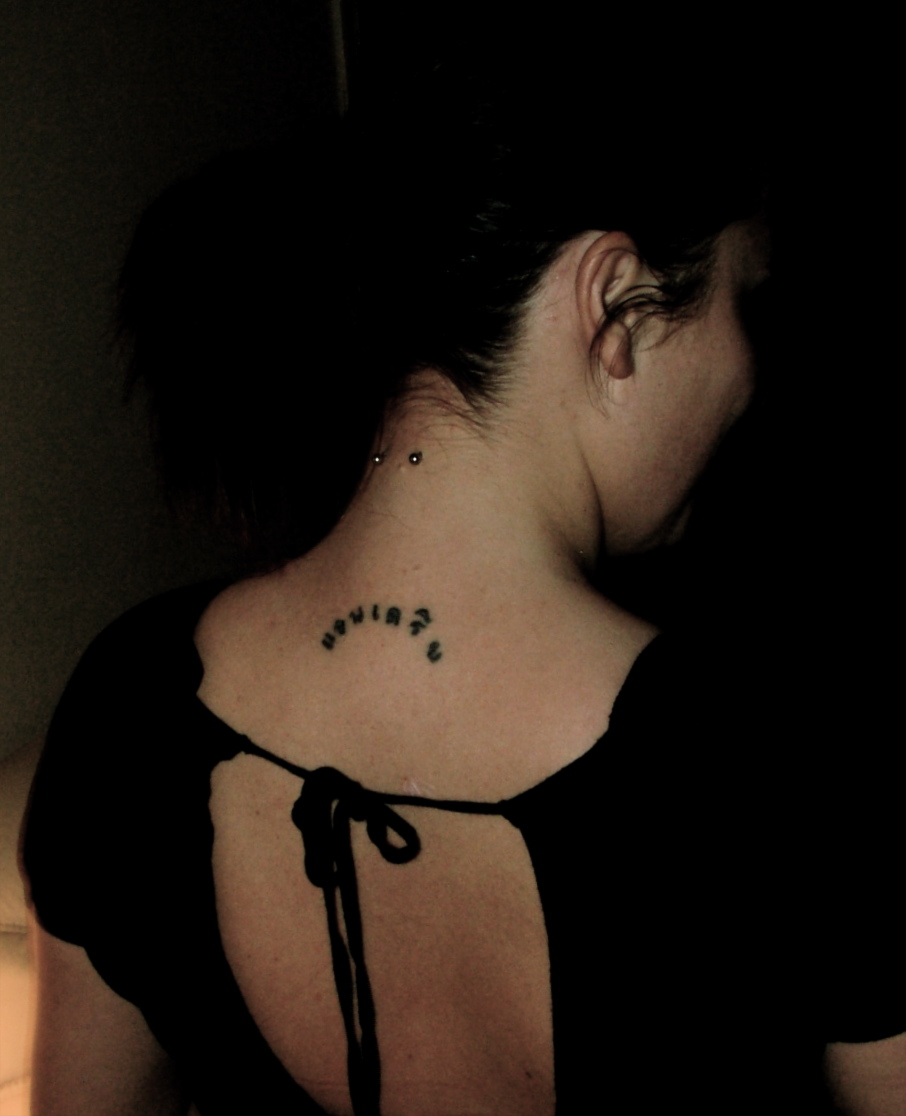
Piercing šíje

Šíje je zadní strana krku, část těla spojující hlavu
s trupem.
Aby mohly matky savců přenášet v zubech svá mláďata, je u mláďat pokožka zátylku pružná a znecitlivělá.
V tradiční japonské kultuře šíje (japonsky unadži 項) představuje jedno z mála míst na ženském těle, které není zakryto oděvem. To z ní vytváří atraktivní cíl mužských pohledů.[zdroj⁠?!]